# La plupart ne reviendront pas
 (décembre 2014).
La plupart ne reviendront pas (I più non ritornano ) est le journal de guerre de Eugenio Corti, publié en 1947.

## Résumé
Sous-titré Vingt-huit jours dans une poche du front russe (Hiver 1942-1943), ce journal consigne la fin du 35e corps d'armée italien engagé en Russie.

## Genèse de l'œuvre
Au cours de l'opération Petit Saturne déclenchée par les soviétiques, encerclée dans une poche aux côtés de la 298e division allemande, la division italienne Pasubio (en), désemparée, va être anéantie par un ennemi féroce et un froid polaire. Dès son rapatriement du front russe, dans un hôpital militaire, Eugenio Corti, jeune officier d'artillerie, rédige ce journal de guerre.

## Extraits
Derniers instants d'amitié avec Zorzi :
« Bellini et moi regardâmes en silence Zorzi qui s'éloignait : nous ne devions plus le revoir... »
« Je voudrais que ces quelques mots, pauvres et insuffisants, soient un chant de mémoire : il était le meilleur de tous les hommes que j'ai rencontrés pendant ces dures années de guerre. Son âme était simple, ses pensées profondes ; ses soldats l'aimaient beaucoup. Il était très courageux comme il sied à un homme vrai. »
« J'avais formé un vœu pour que tu reviennes. »
« Mais tu n'es jamais revenu. »
« Je continuerai à m'entretenir avec toi, je crois, en bien des moments de cette vie. Le voile qui sépare cette vie de la tienne est si mince ! Nous marcherons encore ensemble, comme nous marchions ensemble, côté à côte, sur les sentiers de la steppe dans les journées d'été. »

## Accueil critique
La plupart ne reviendront pas, paru en 1947, bouleversa les Italiens. De ce fourvoiement honteux que l'on s'efforçait d'oublier — l'alliance avec l'Allemagne —, la campagne de Russie était l'épisode le plus douloureux. Une génération entière avait été engloutie dans cette guerre qui n'était pas la sienne, absorbée à jamais par l'immensité russe et les camps. L'un des rares survivants de cet enfer en avait rapporté un récit minutieux, insoutenable de précision, et pourtant porté par une inextinguible espérance.

## Éditions/traductions
- I più non ritornano, Garzanti, 1947.
- La plupart ne reviendront pas, trad. par François Livi, Éditions de Fallois/L'Âge d'Homme, 2003 ; rééd. éditions Noir sur Blanc, 2022.